# St. Peter (Berg)

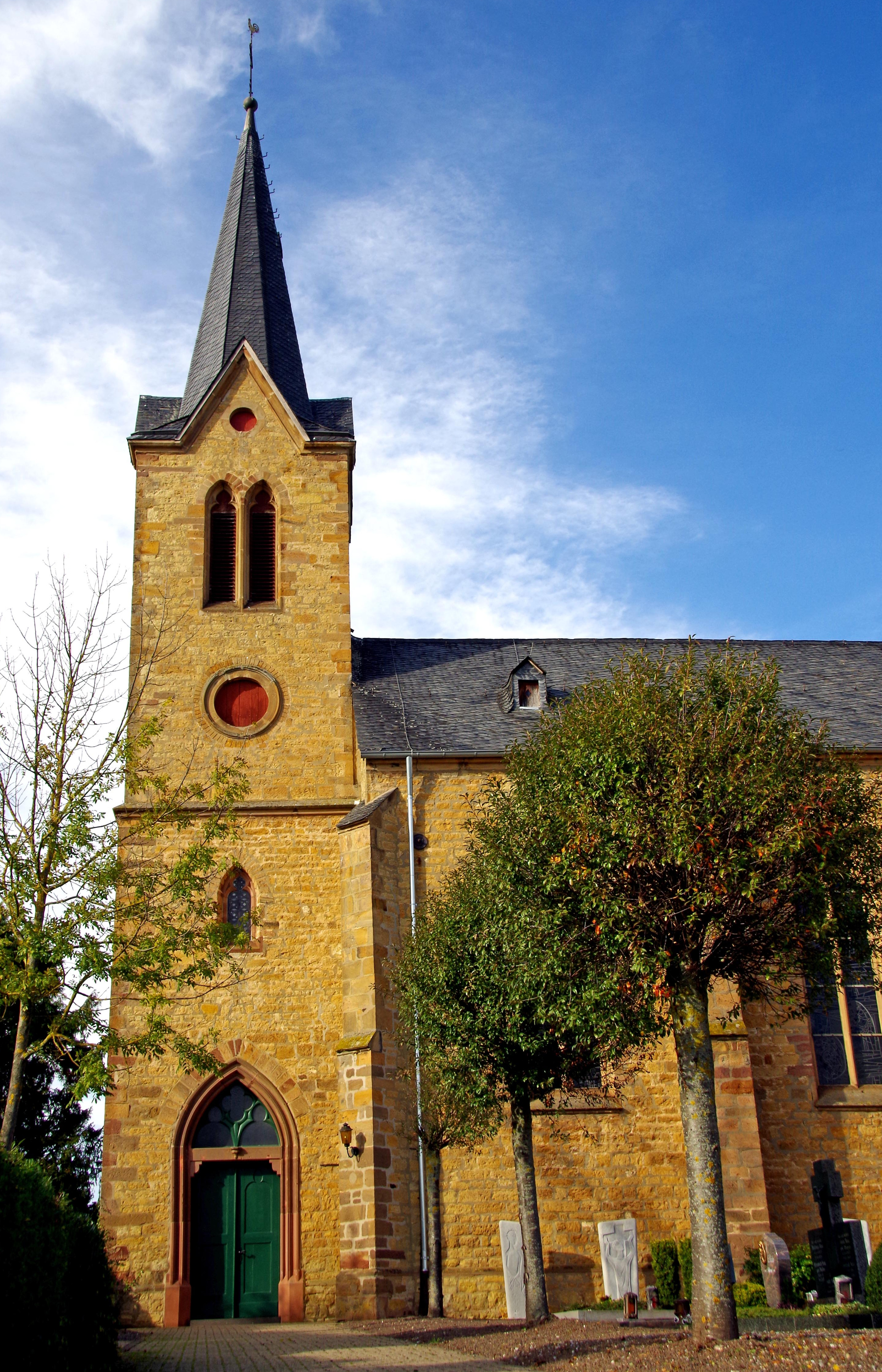
St. Peter (Berg), Glockenturm und Portal

St. Peter ist eine römisch-katholische Pfarrkirche in Berg, einem Ortsteil von Mechernich im Kreis Euskirchen in Nordrhein-Westfalen.

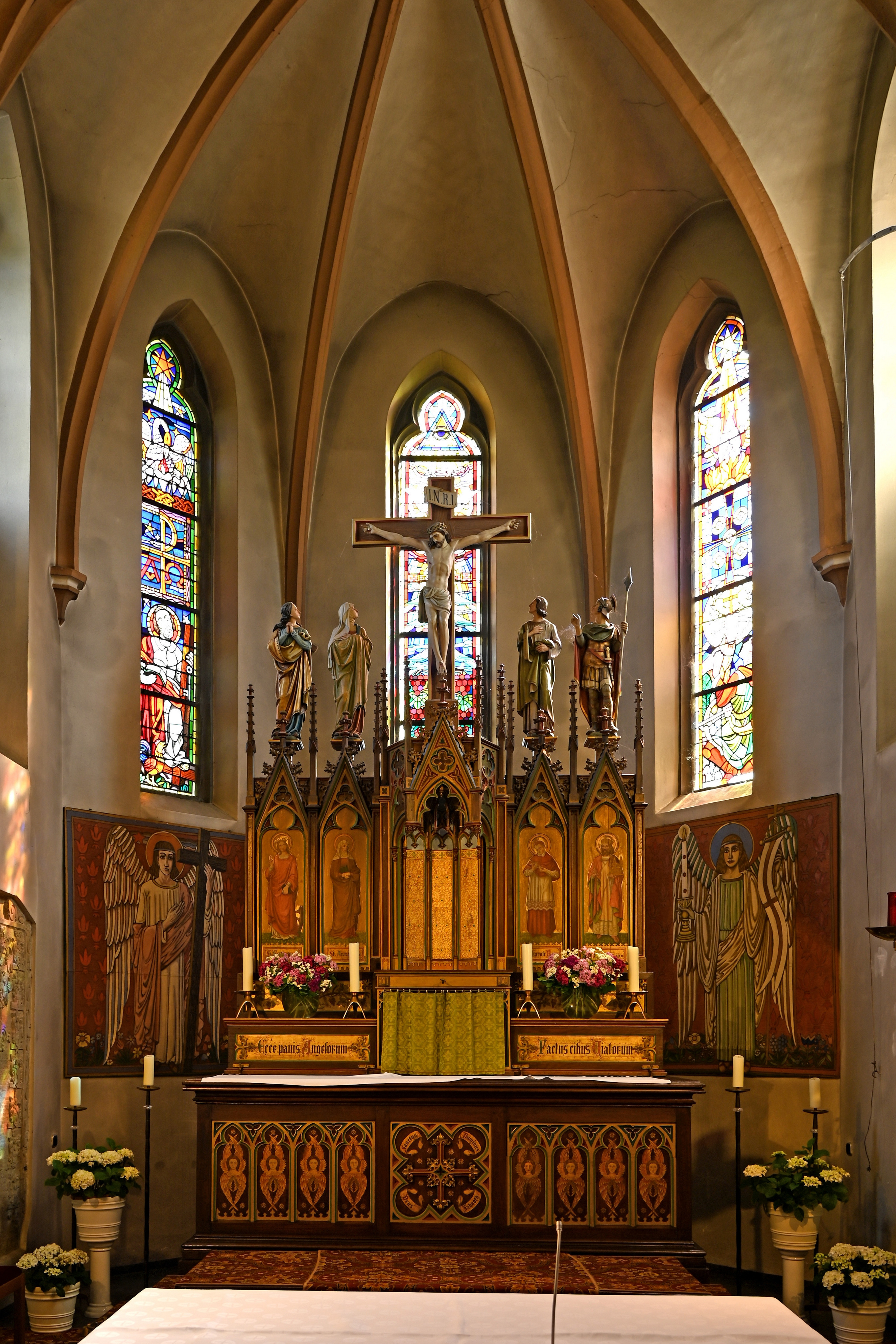
St. Peter (Berg), Hochaltar

Das Gotteshaus ist dem Patronat des hl. Apostels Petrus anvertraut und in die Liste der Baudenkmäler in Mechernich eingetragen. Zur Pfarre Berg gehört die Achermer Mühle.

## Lage
Die Pfarrkirche St. Peter liegt an der Gemünder Straße (Kreisstraße 10) im nördlichen Teil von Berg.

## Geschichte
Der Ort Berg wurde in einer Urkunde vom 1. Juli 699 erstmals urkundlich erwähnt. In der Urkunde schenkt Irmina von Oeren Willibrord und seiner Abtei Echternach die villa montis, wie Berg damals genannt wurde. Vielleicht war diesem Hofgut, auf das die Burg Berg zurückgeht, damals eine kleine Eigenkirche angeschlossen. Diese war vielleicht dem hl. Petrus geweiht, was aber nicht gesichert ist. 
Im 10. Jahrhundert wurde angezweifelt, ob die Ortschaft Berg wirklich im Besitz der Abtei Echternach ist, diese Streitigkeiten wurden aber 997 durch Kaiser Otto III. beigelegt, indem er Berg als Besitz der Abtei Echternach bestätigte. Zu dieser Zeit wurde wahrscheinlich von der Abtei Echternach in Berg eine zweite, dem hl. Willibrord geweihte Kirche errichtet. 
Im Liber valoris von 1308 wird Berg als Pfarre im Dekanat Zülpich aufgeführt, als Pfarrpatron wird hier der hl. Willibrord angegeben. In der Fortschreibung des Liber valoris von 1510 ist Pfarrpatron der hl. Petrus. In den Visitationsprotokollen von 1550 und 1559 wird von zwei Pfarrkirchen in Berg berichtet. Tatsächlich existierten trotz der geringen Größe der Ortschaft zwei eigenständige Pfarreien in Berg, die eine Pfarrkirche war dem hl. Willibrord, die andere dem hl. Petrus gewidmet. 1582 wurden die beiden Pfarreien uniert, das heißt, sie wurden gemeinsam verwaltet, rein rechtlich bestanden sie aber fort. Erst 1686 wurden die beiden Pfarren zu einer fusioniert. Grund war, dass die Pfarrkirche St. Willibrord baufällig geworden war und geschlossen werden musste. 
Während der Franzosenzeit kam Berg an das neugegründete Bistum Aachen. 1808 wurde die uralte Pfarre aufgelöst und als Filiale der Pfarre Eicks zugeordnet. Dies wurde erst am 1. Oktober 1836 rückgängig gemacht, seitdem ist Berg wieder eigenständige Pfarrei. 1825 kam die Pfarre wieder an das Erzbistum Köln, seit 1930 gehört sie zum wiedergegründeten Bistum Aachen.

## Baugeschichte
Die Pfarrkirche St. Willibrord befand sich mitten im Ort, sie wurde vermutlich im 11. Jahrhundert erbaut. 1686 wurde sie baufällig, aber 1715 wiederaufgebaut. 1883 wurde das Kirchengebäude schließlich verkauft und nicht mehr für Gottesdienste genutzt. 
Die Pfarrkirche St. Peter, welche wahrscheinlich die ältere von beiden war und vielleicht auf einen Kirchenbau des 7. Jahrhunderts zurückgeht, stand auf dem Platz der heutigen Kirche. Sie wurde in den 1820er Jahren unbenutzbar, wodurch der Gottesdienst vorübergehend in die Willibrorduskirche verlegt werden musste. 1864 wurde die alte St. Peter-Kirche abgerissen und durch den heutigen Bau ersetzt. Der Neubau wurde zwischen 1864 und 1866 nach Plänen von Architekt Lambert Geller aus Kommern erbaut. Die feierliche Kirchweihe war am 3. August 1867. 
Granatenbeschuss 1945 in Folge des Zweiten Weltkriegs beschädigte das Bauwerk. Bis 1959 waren sie behoben und zudem eine neue Sakristei erbaut, die Pläne dazu lieferte Werner Geyer aus Mechernich.

## Baubeschreibung
St. Peter ist eine einschiffige und dreijochige Saalkirche im Stil der Neugotik mit eingezogenem, fünfseitig geschlossenem Chor im Osten und vorgebautem Glockenturm im Westen. 

## Ausstattung
Im Innern befindet sich eine einfache neugotische Ausstattung aus der zweiten Hälfte des 19. Jahrhunderts mit Hochaltar, zwei Nebenaltären, Kirchenbänken und Kreuzwegstationen. Die Buntglasfenster im Chor wurden 1930 von einem nicht bekannten Künstler geschaffen, die Kirchenschifffenster sind Werke von Walther Hugo Brenner aus dem Jahr 1967. Die Orgel verfügt über 13 Register auf einer pneumatischen Traktur. Sie wurde 1930 von Orgelbauer Christian Breuer aus Zülpich angefertigt.

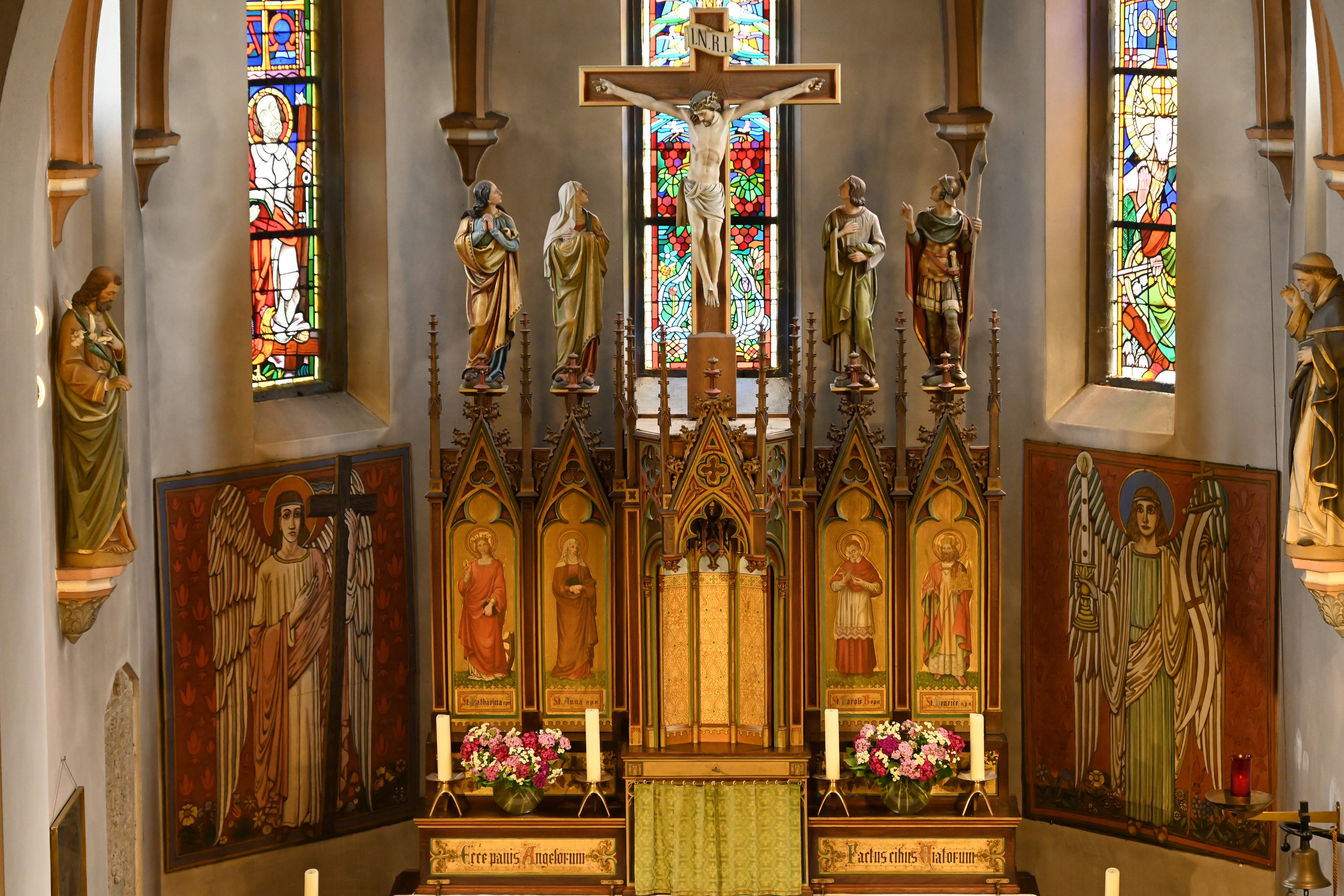
Hochaltar
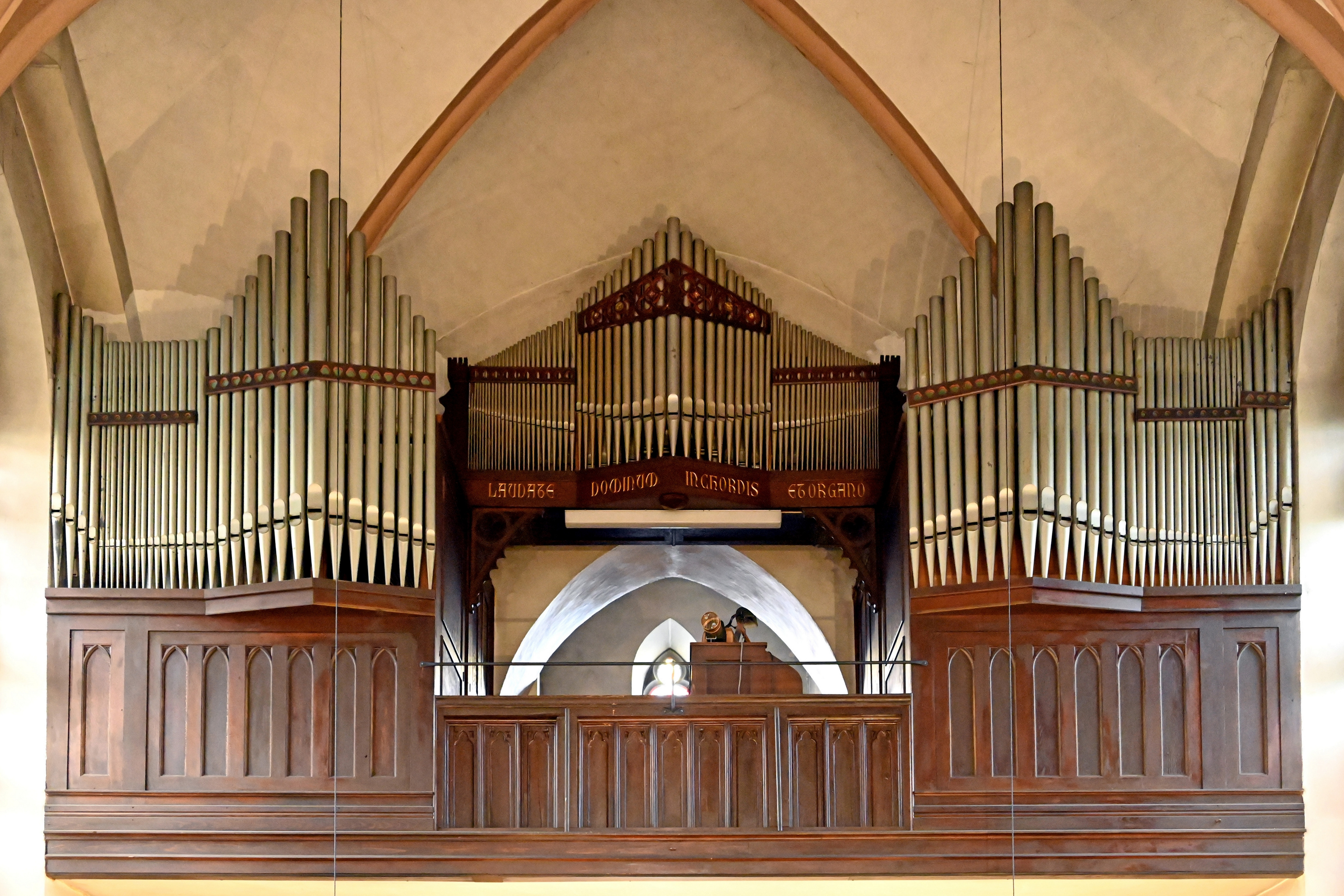
Breuer-Orgel (1930)
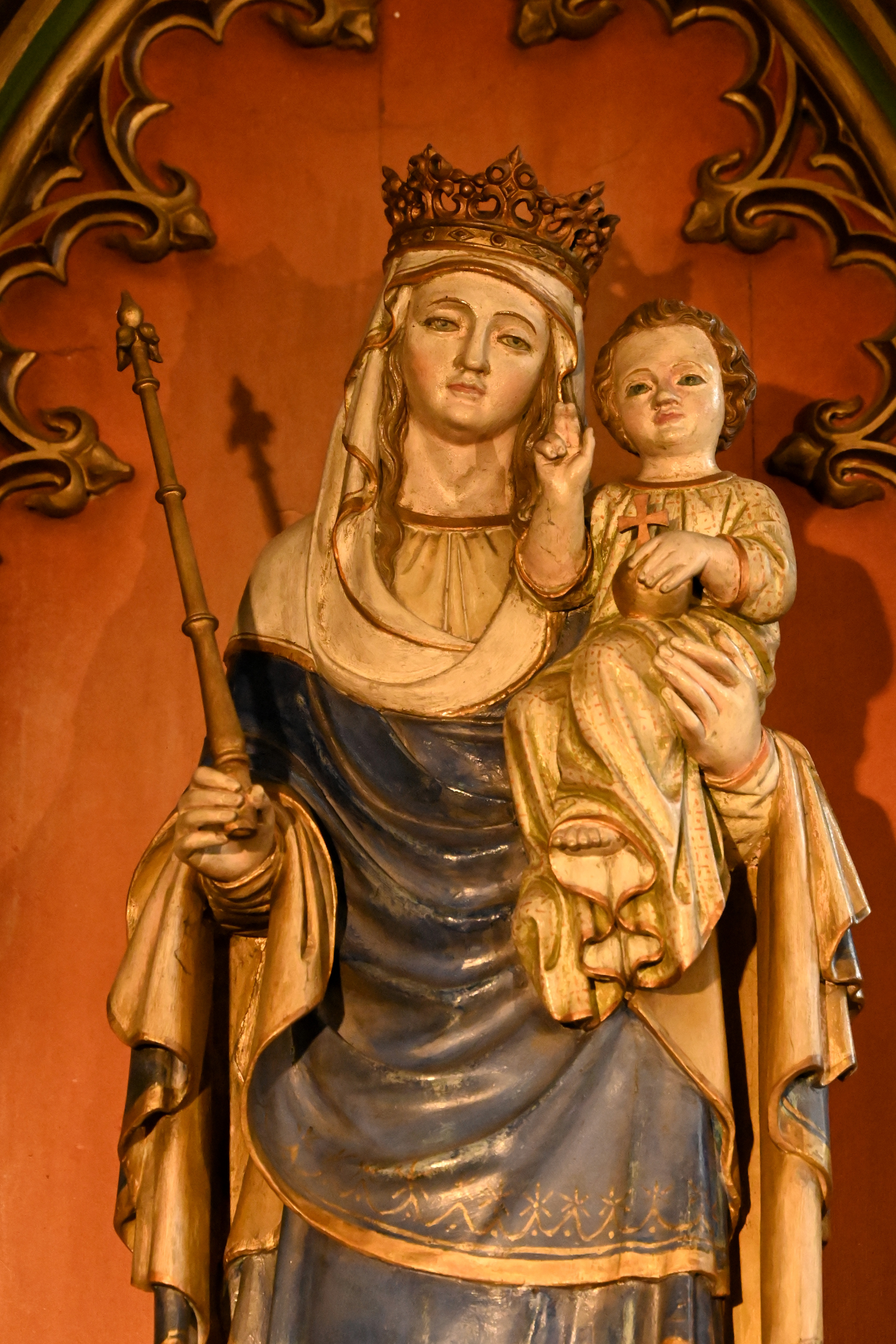
Marienstatue, Seitenaltar
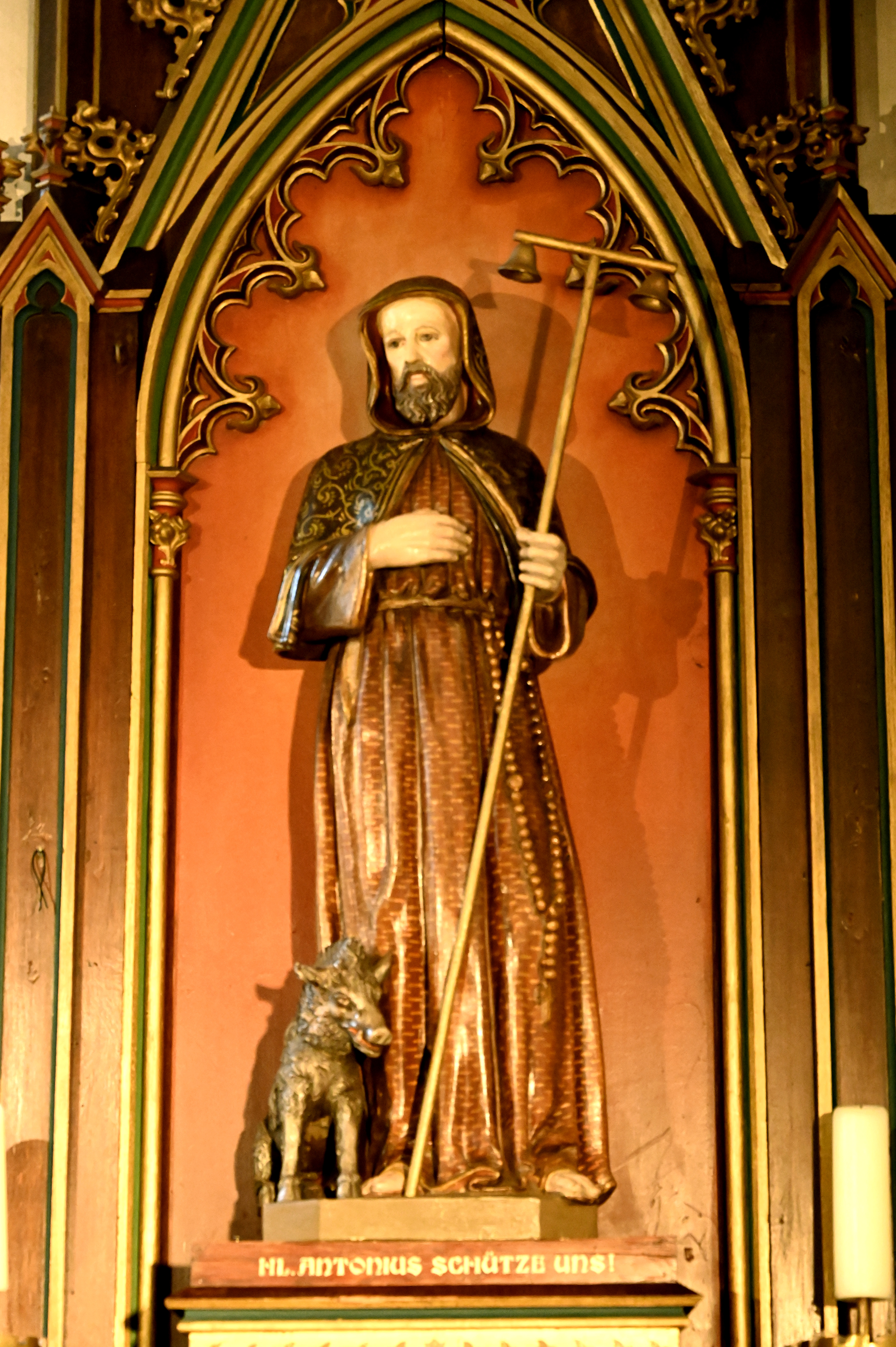
St. Antonius, Seitenaltar
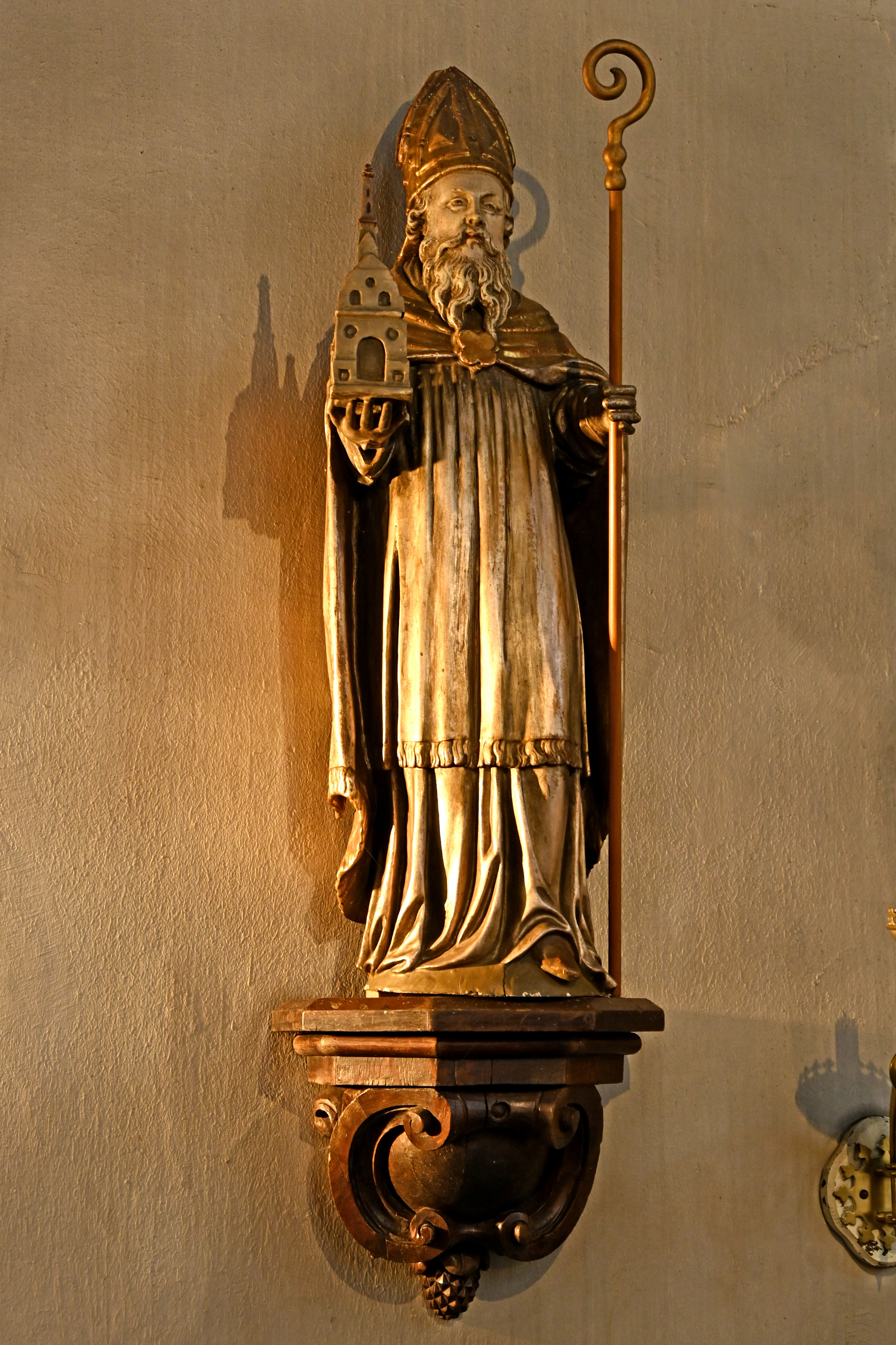
Statue St. Willibrord
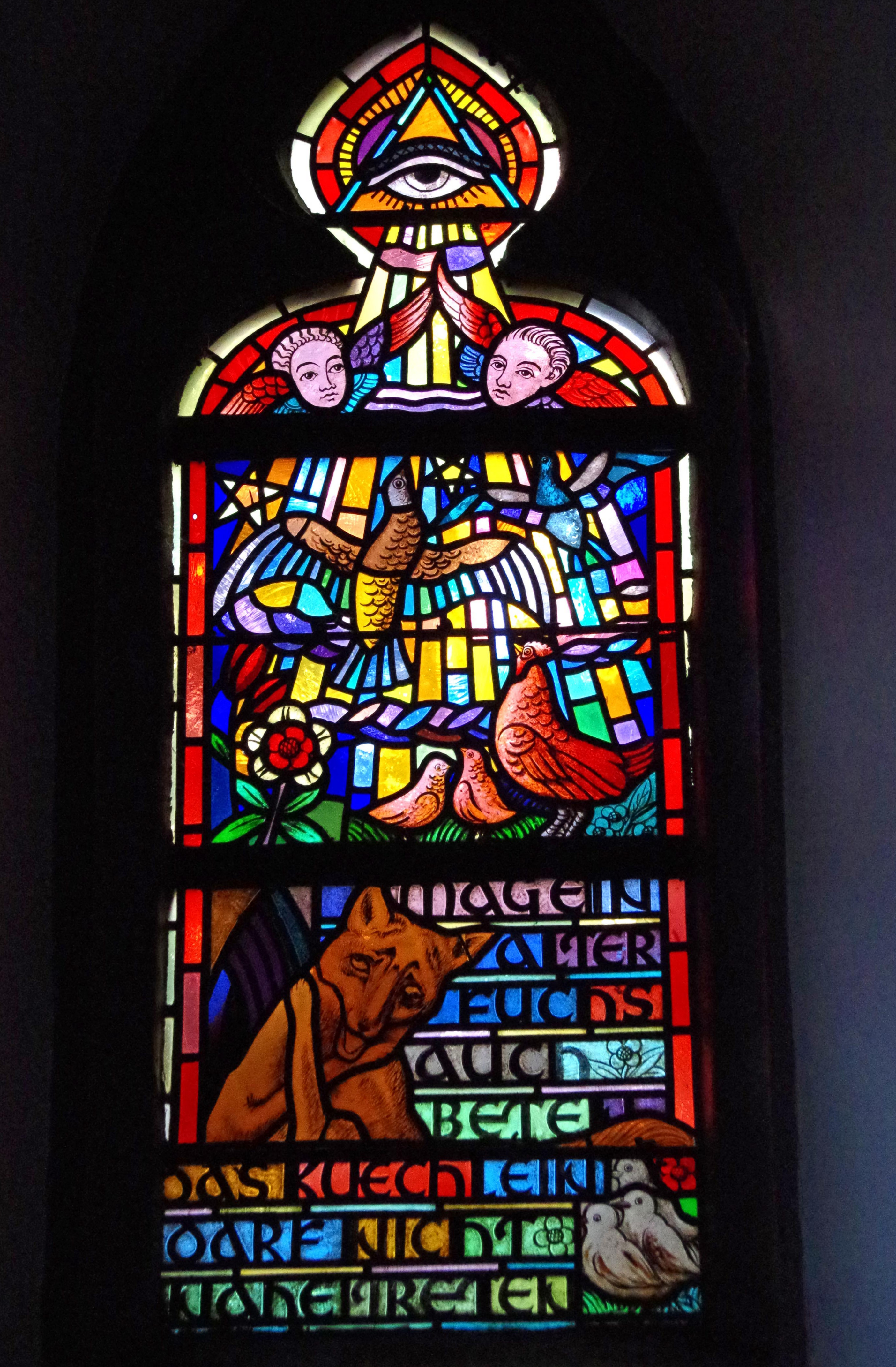
Kirchenfenster (1930)

## Pfarrer
Folgende Priester wirkten bislang als Pfarrer in der Pfarre St. Peter:
| von – bis | Name              |
| --------- | ----------------- |
| 1909–1933 | Karl Burchard     |
| 1933–1953 | Matthias Winzen   |
| 1953–1976 | Paul Wirtz        |
| 1976–2002 | Heinrich Jumpertz |
| Seit 2002 | Heinz Josef Arenz |